# Lepidium platypetalum
Lepidium platypetalum är en korsblommig växtart som beskrevs av Hewson. Lepidium platypetalum ingår i släktet krassingar, och familjen korsblommiga växter. Inga underarter finns listade i Catalogue of Life.